# 八王子市立横川小学校
八王子市立横川小学校（はちおうじしりつ よこかわしょうがっこう）は、東京都八王子市横川町にある公立小学校。

## 概要
本校には、多くの諸先輩方が、保護者・地域の皆様方と一緒に育んでこられた良き伝統がある。達成感・成就感に裏打ちされた真の楽しさや感動を子供と教員が共に味わえる学校を目指している。

## 沿革
- 1980年（昭和55年）4月 - 元八王子東小学校を学区分割し、横川小学校開校（児童367名移籍）[学 1]。八王子市立横川小学校開校により、元八王子小学校の学区域変更し児童168名移籍[学 2]。
- 1983年（昭和58年）3月 - 校舎増築工事完了
- 2007年（平成19年）8月 - たんぽぽ学級改修工事

## 教育目標
達成感・成就感に裏打ちされた真の楽しさや感動を子供と教員が共に味わえる学校を目指し、次の３つの視点で学校経営を行う。
- ○学習、行事、日常活動を通して必要なことをしっかりと学ばせる。
- ○常に向上心をもち、互いに協働し、切磋琢磨する中で個人の力量、組織としての力量を高め続ける。
- ○地域に愛される学校 　様々な教育活動を保護者・地域に開き、学校の情報を互いに共有する。

## 通学区域
通学区域一覧・通学区域図（学校別） - 八王子市教育委員会

## 小中一貫教育
八王子市の小中一貫教育の方針に則り、一貫教育の視点から義務教育９年間を視野に入れた教育活動を横川中学校と連携を図りながら推進し、横川地区の中で育ち、生きていく素地を子供たち一人ひとりに培う教育を推進している。

## 進学先中学校
- 八王子市立横川中学校

## 交通アクセス
- JR東日本西八王子駅（北口）から西東京バス「松枝住宅」行き乗車。「住宅北」停留所下車徒歩3分[学 5]

## 著名な出身者
- 上村知輝（プロ野球選手）